# The Astrophysical Journal
Pour les articles homonymes, voir APJ.
The Astrophysical Journal (abrégé en Astrophys. J. ou ApJ) est une revue scientifique à comité de lecture qui publie des articles dans les domaines de l'astronomie et de l'astrophysique.
D'après le Journal Citation Reports, le facteur d'impact de ce journal était de 7,364 en 2009. Actuellement (décembre 2014), la direction de publication est assurée par Ethan T. Vishniac (Université McMaster, Canada).

## Histoire
La revue a été fondée en 1895 par George Ellery Hale et James Edward Keeler. Depuis 1953 un supplément est publié, l’Astrophysical Journal Supplement Series, qui contient une large portion des articles les plus fréquemment cités dans l’Astrophysical Journal.
De nombreuses découvertes du XXe siècle ont été rapportés d'abord dans cette revue qui a aussi présenté des travaux importants dans les domaines des quasars, pulsars, étoiles à neutrons, trous noirs, champ magnétique solaire, rayons X et milieu interstellaire.
S. Chandrasekhar fut rédacteur en chef de la revue The Astrophysical Journal de 1952 à 1971.